# Мадонна с младенцем и символами страстей (картина Карло Кривелли)
Мадонна с младенцем и символами страстей или Мадонна страстей Христовых (итал. Madonna della Passione) — картина итальянского живописца Карло Кривелли, созданная около 1460 года. Картина написана темперой и золотом на деревянной панели. Хранится в музее Кастельвеккио, Верона, Италия.

## История
Исходя из иконографических и стилистических характеристик картины, её относят к концу 1450-х или к началу 1460-х годов. Она, таким образом, является одной из самых ранних сохранившихся работ Карло Кривелли. Сведения о её происхождении немногочисленны. Впервые картину упоминает историк Амико Риччи, обнаруживший её в 1834 году в Венеции, в собрании капитана Гаспаре Кральетто (итал. Gaspare Craglietto). Риччи записал, что картина ранее находилась в монастыре Сан-Лоренцо, упразднённом наполеоновской администрацией в 1810 году. Небольшие размеры картины позволяют сделать предположение о том, что она первоначально создавалась для частного заказчика, который впоследствии передал её монастырю или присоединённой к монастырю церкви Сан-Себастьяно.
Существует несколько версий о времени написания картины. Часть историков полагает, что работа относится к венецианскому периоду жизни художника до отъезда в Зару, где документы подтверждают его пребывание в 1463 и 1465 годах. Эта версия основывается на факте обнаружения картины в венецианской коллекции Гаспаре Кральетто и происхождении из венецианского монастыря. С другой стороны, подпись «OPVS CAROLI CRIVELLI VENETI» («Произведение Карло Кривелли, венецианца») мало подходит для художника, который не выезжал из своего родного города. В то же время стилистические особенности картины свидетельствуют о явном влиянии падуанской школы, с которой Кривелли мог познакомиться непосредственно во время гипотетического пребывания в Падуе, либо уже в Заре через посредничество Джорджо Скьявоне, вернувшегося в Далмацию из Падуи в начале 1460-х годов.

## Описание и художественные особенности
В центре композиции — поясное изображение Девы Марии, которая стоит за парапетом из цветного мрамора. На парапете — подпись художника «OPVS CAROLI CRIVELLI VENETI». Перед Мадонной на парапете стоит младенец Иисус в жёлтой тунике.
Кривелли изобразил Марию как Царицу Небесную (лат. Regina caeli). Подобные изображения были распространены в средние века и отражали веру в вознесение Марии и её коронацию на Небесах. На ней богатые одеяния, расшитые затейливым тонким узором. И платье, и головной убор украшены жемчугом. Одежда Марии отражает представления современников Кривелли о роскошном наряде.
За спиной Марии — доссаль из серого муара, это ещё один атрибут царственности, часто используемый Кривелли. Доссаль подвешен на карнизе полуразрушенного трёхарочного сооружения в классических формах с маленькими колоннами из цветного мрамора. В центральной арке над головой Марии изображены два музицирующих ангелочка-путти — мотив, характерный для интернациональной готики. На парапете Кривелли расположил семь фигурок путти с орудиями страстей Христовых. Слева от мадонны — три ангела держат крест, терновый венец и бич, справа — три фигурки с гвоздями, копьём, губкой, смоченной в уксусе, и лестницей. Четвёртая обнажённая фигурка обнимает колонну — столб, к которому будет привязан Иисус во время бичевания. На вершине столба — петух, прокричавший Петру — знак его предательства.
Завершает тему страстей сцена распятия, показанная на заднем плане сквозь правую арку. Склоны Голгофы поднимаются возле городских стен и башен, символизирующих Иерусалим. Вокруг креста множество людей, одетых по-восточному и воинов в доспехах. У подножья Голгофы — сухое дерево со стервятником на вершине. Эта тема неоднократно использовалась венецианскими и падуанскими художниками. Рядом с деревом — сцена с двумя апостолами, которые выслушивают признание римского центуриона о том, что Иисус — Сын Божий. Согласно другой версии эта сцена толкуется как отсечение уха Малха. Рядом изображён ребёнок верхом на белом коне. Возможно, это отсылка к всадникам Апокалипсиса.
Искусствоведы сходятся в том, что гирлянда из плодов над головой Марии имеет символическое значение, хотя интерпретация этих символов вызывает трудности. Гирлянда соединяет символы Страстей Господних и Воскресенья и связана с темой победы над грехом и смертью. Согласно одной из версий, гирлянда напоминает о первородном грехе (яблоко), воплощении (вишня), страстях (виноград) и искуплении (груша и гранат). Присутствие двух щеглов на гирлянде связано с легендой о том, что щегол вырвал терновый шип, впившийся в голову Христа. Эта птица использовалась в качестве символа Страстей многими художниками.
Картина содержит множество элементов, свидетельствующих о влиянии художников падуанской школы, особенно Андреа Мантенья и Джорджо Скьявоне: гирлянды плодов, музицирующие ангелы, показанные в острых ракурсах, античные руины и сооружения из цветного мрамора, формирующие фон для главных фигур.